# Nydri
Nydri, in greco: Νυδρί, è un paese della municipalità di Lefkada, facente parte della omonima isola ionia e prefettura.
Al suo largo vi è l'isola di Skorpios.
Attualmente, il paese di Nydri si è sviluppato come località turistica.

## Popolazione del villaggio
| Anno | abitanti | variazione   | Percentuale sulla municipalità |
| ---- | -------- | ------------ | ------------------------------ |
| 1981 | 694      | -            | -                              |
| 1991 | 692      | -2           | -                              |
| 2001 | 556      | 63 or 17.12% | -                              |